# Cláudio Mello e Souza
Cláudio Mello e Souza (1924 — Rio de Janeiro, 12 de agosto de 2011) foi um jornalista e apresentador de telejornais brasileiro.

## Carreira
No Rio de Janeiro, em 1959, ingressou na imprensa através da redação do jornal "Diário Carioca", de José Eduardo Macedo Soares. No ano seguinte, ingressou no Jornal do Brasil (JB), mas ficou por pouco tempo já que em 1961, durante o curto mandato presidencial de Jânio Quadros, assumiu a direção da Fundação Cultural de Brasília. Com a renúncia de Jânio, Cláudio deixou o cargo em Brasília e retornou ao "JB", agora para editar o Caderno B. Neste suplemento do jornal ele publicou seus primeiros poemas.
Através da TV Rio entrou no jornalismo televisivo em 1966; onde apresentou, com Heron Domingues, o telejornal da noite..
Em 1967, assumiu a direção da revista "Fatos & Fotos", onde o bom resultado de seu trabalho, fez com que Adolpho Bloch, dono da editora, o convidasse para dirigir as sucursais europeias da Bloch Editores, em Lisboa e Paris.
De volta ao Brasil, passou a trabalhar na Rede Globo, inicialmente no Departamento de Projetos Especiais. Ao mesmo tempo passaria a assinar coluna esportiva no jornal O Globo, jornal no qual acumularia, em 1980, o cargo de editor de esportes. Deixou o cargo em 1983.
Cláudio Mello e Souza assumiria o cargo de assessor da presidência da Rede Globo em 1990, convidado por Roberto Marinho, cargo no qual permaneceria até o falecimento de Roberto. Ainda na década de 1990 fez parte da equipe fundadora do jornal "Extra" como jornalista esportivo, em 1998 (jornal este também pertencente ao Grupo Globo).
Ao falecer, por leucemia, deixou inconclusos um livro de entrevistas sobre o escritor português Eça de Queiroz e a biografia do ex-governador do estado da Guanabara Carlos Lacerda, de quem foi amigo. Foi cremado no Memorial do Carmo, no Rio de Janeiro.

## Livros
Lançou três livros de poesia: "O domador de cavalos", "Corpo e alma" e "O passageiro do tempo".
Ainda publicaria: "Helena de Troia - O papel da mulher na Grécia de Homero" (2001), "Arquivinho nº 4: Nelson Rodrigues".